# Koksijde Golf ter Hille
Koksijde Golf ter Hille is een Belgische golfclub in Koksijde (deelgemeente Oostduinkerke) in West-Vlaanderen.
Het golfcomplex van 84 hectare sluit aan bij een zone waar ook andere sportactiviteiten plaatsvinden. Naast het terrein bevindt zich een sportcentrum en een fitness.
De club ontleent zijn naam aan Hof ter Hille, een voormalige hoeve palend aan de golfbaan. Hof ter Hille was een omgrachte pachthoeve, gekocht in de 14e eeuw door de duinheren. Op deze site bevindt zich het huidige clubhuis.

## De baan
Koksijde Golf ter Hille bevindt zich in het poldergebied tussen Oostduinkerke en Wulpen. De golfbaan is daarom, ondanks de ligging in een kustgemeente, ook geen echte linksbaan, maar een zogenaamde inlandlinkcourse.
De grotendeels overdekte drivingrange werd samen met een chipping green, enkele oefenbunkers en een putting green geopend in september 2012. De eerste 9 holes (de Short course) werden in gebruik genomen op 14 april 2013. In juni 2014 werden het clubhuis en de 18 holes Langeleed Championshipcourse feestelijk geopend. Langs het clubhuis ligt daarenboven een croquetterrein.

## Golf in Oostduinkerke
Reeds in het begin van de twintigste eeuw beschikte Oostduinkerke over een golfbaan. Deze baan bevond zich waar nu het natuurgebied Doornpanne ligt. Het golfterrein was ontworpen door de Britse golfarchitect Harry Colt. Het was toentertijd een van de meest gerenommeerde golfbanen van Europa. De baan werd later echter verkaveld vanwege de exclusieve ligging en is vandaag een van de duurste buurten van Koksijde.
Begin deze eeuw werd geopperd de golfsport opnieuw in Oostduinkerke te introduceren. De realisatie van de huidige golfbaan had heel wat voeten in de aarde. Een en ander had te maken met de regelgeving aangaande ruimtelijke ordening in Vlaanderen. Desalniettemin kon de gemeente voor de aanleg rekenen op steun vanwege de Vlaamse overheid. De befaamde Britse architect Jeremy Pern werd aangetrokken om de baan te ontwerpen.

## Trivia
- Hole 18 draagt de naam Devils Hole. De hole is genoemd naar een diepe veenput die zich op het golfterrein bevindt. Volgens een oude legende zou een godslasterende pachter er door de grond verzwolgen zijn.
- De 9 Holes (Short Course) wordt Hazebeekcourse genoemd.
- De 18 Holes (Championship Course) wordt Langeleedcourse genoemd.